# A Man Alone (Star Trek: Deep Space Nine)
"A Man Alone" és el quart episodi de la sèrie de televisió de ciència-ficció estatunidenca Star Trek: Deep Space Nine, emès durant la primera temporada. Originalment es va emetre en redifusió a partir del 18 de gener de 1993.  L'episodi va ser escrit per Michael Piller i dirigit per Paul Lynch.
Ambientada al segle XXIV, la sèrie segueix les aventures a Espai Profund 9, una estació espacial situada prop d'un forat de cuc estable entre els Quadrants Alfa i Gamma de la Via Làctia, prop del planeta Bajor, mentre els bajorans es recuperen d'una brutal ocupació de dècades pels imperialistes cardassians. Aquest episodi se centra en el cap de seguretat d'Espai Profund 9, Odo, un metamofr d'origen desconegut; en aquest episodi, se l'acusa de l'assassinat d'un contrabandista.

## Argument
Odo s'ha preocupat pel nombre de persones noves que arriben a Espai Profund 9 a causa del forat de cuc recentment descobert. Mentre parla amb Quark al seu bar, Odo observa un home que reconeix i li exigeix que abandoni l'estació. L'home s'hi nega i els dos s'enfronten a una baralla que és interrompuda pel comandant de l'estació Benjamin Sisko. Odo explica a Sisko que l'home és Ibudan, que era un contrabandista de mercaderies als bajorans durant l'ocupació cardassiana. Tot i que alguns el consideren un heroi, Odo afirma que Ibudan va deixar morir una noia jove quan els seus pares no es podien permetre els béns de contraban, i més tard va matar un oficial cardassià. Des de llavors ha estat lliure després del final de l'ocupació. Sisko adverteix a Odo que no pot prendre mesures contra Ibudan sense cap prova que s'hagi comès un delicte.
Més tard, Ibudan és trobat mort en una de les holosuites de Quark. Un dels amics d'Ibudan informa a Sisko i al major Kira Nerys que Ibudan tenia por que Odo el matés. No es troba ADN a l'escena de l'assassinat d'Ibudan, a part del seu propi ADN i dels oficials que investiguen el crim; la població general de l'estació comença a sospitar d'Odo, a qui consideren poc fiable a causa del seu origen desconegut com a metamorg i la seva associació passada amb el règim cardassià. Sisko relleva temporalment Odo del càrrec de cap de seguretat. El Dr. Bashir descobreix que Ibudan estava realitzant experiments mèdics amb un material estrany a les seves estances, tot i no tenir formació com a metge ni científic.
Les multituds de l'estació es tornen més hostils a Odo, que es veu obligat a amagar-se a la seva oficina per evitar que es formi una multitud a l'exterior. Bashir arriba de sobte amb noves proves: la mostra mèdica d'Ibudan ha començat a créixer fins a convertir-se en un clon d'Ibudan. Sisko, Bashir i Odo determinen que l'Ibudan assassinat també era un altre clon, creat per incriminar Odo. Descobreixen que el veritable Ibudan s'amaga a l'estació, i Odo l'arresta per l'assassinat del seu clon, però no rep disculpes dels habitants de l'estació.
En una trama secundària, el cap d'operacions de DS9 Miles O'Brien lluita per ajudar la seva dona Keiko O'Brien a acostumar-se a viure a l'estació, on no pot seguir els seus interessos. Decideix obrir una escola per ensenyar als nens que resideixen a l'estació.

## Repartiment
- Max Grodénchik com a Rom
- Aron Eisenberg com a Nog
- Rosalind Chao com a Keiko O'Brien
- Edward Laurence Albert com a Zayra
- Peter Vogt com a Bajorà #1
- Stephen James Carver com a Ibudan
- Tom Klunis com a Lamonay S
- Scott Trost com a oficial bajorà
- Patrick Cupo com a home bajorà
- Kathryn Graf com a dona bajorana
- Hana Hatae com a Molly O'Brien
- Diana Cignoni com a noia Dabo
- Judi Durand com a veu d'ordinador cardassià

## Producció
Aquest episodi es va filmar abans de l'episodi anterior, però es va emetre després. El director Paul Lynch havia dirigit anteriorment cinc episodis de Star Trek: La nova generació.
Aquesta és la primera aparició de Rosalind Chao com a Keiko O'Brien a Star Trek: Deep Space Nine.
Aquesta va ser la segona aparició de Max Grodénchik però la primera vegada que va ser acreditat com a "Rom". A l'episodi pilot només se li va atribuir com a "Cap  Ferengi".

## Recepció
"A Man Alone" es va emetre per primera vegada el 18 de gener de 1993. Va rebre una qualificació Nielsen del 13,0%, quedant en tercer lloc en la seva franja horària.
El 2013, Keith DeCandido de Tor.com va donar a l'episodi una puntuació de 2 sobre 10, escrivint: "Hi ha moments aquí i allà: la conversa entre Sisko i Dax al principi és bona, igualment Sisko recordant Curzon a Bashir, i l'actuació de Rene Auberjonois és magnífica, però al final, l'episodi falla en gairebé tots els nivells".
El 2012, Zack Handlen de The A.V. Club va elogiar la interpretació d'Odo per part de René Auberjonois, però va criticar l'episodi com a clixé, escrivint que "no era horrible, però tampoc és bo". Va sentir que l'episodi tenia un "propòsit" i establia la naturalesa de la vida a bord de l'estació espacial, i va considerar que la de Keiko era la millor trama de l'episodi.
El 2019, Tor.com va assenyalar-lo com un "essencial" per al personatge d'Odo, comentant com el establia com a aïllat de la resta de la tripulació.

## Llançament en vídeo domèstic
"Past Prologue" es va publicar juntament amb "A Man Alone" el 24 de setembre de 1996 a LaserDisc als Estats Units.
El 8 de febrer de 1997, aquest episodi es va publicar en LaserDisc al Japó com a part del conjunt de mitja temporada 1st Season Vol. 1. Aquest incloïa episodis des d'"Emissary" fins a "Move Along Home" amb pistes d'àudio en anglès i japonès.
El primer llançament domèstic de l'episodi va ser en vídeocasset VHS als Estats Units el 10 de setembre de 1996. Va formar part del llançament inicial de cassets per part de Paramount Home Video, que va veure els primers sis episodis publicats i va ser en un casset d'un sol episodi.
Aquest episodi es va publicar el 2017 en DVD amb la caixa de la sèrie completa, que tenia 176 episodis en 48 discs. Es va publicar en DVD com a part del conjunt de la primera temporada el 3 de juny de 2003.